# Sheshi Italia
Sheshi Italia ([ʃɛʃi italia]; 'Italiëplein') is een plein in het zuiden van de Albanese hoofdstad Tirana. Het plein ligt direct ten oosten van Sheshi Nënë Tereza, het eindpunt van de centrale noord-zuidas Bulevardi Dëshmorët e Kombit.
Sheshi Italia wordt gedomineerd door twee grote bouwwerken: aan de oostzijde ligt het nationale Qemal Stafa-stadion (Albanees: Stadiumi Qemal Stafa), met 19.500 zitplaatsen het grootste voetbalstadion van het land, en aan de zuidkant bevindt zich het Sheraton Hotel Tirana, een van de twee vijfsterrenhotels in de stad. Aan de westelijke zijde liggen een vestiging van de Albanese fastfoodketen Kolonat en het rectoraat van de Universiteit van Tirana (Universiteti i Tiranës), maar de ingang van dat laatste bevindt zich op Sheshi Nënë Tereza. Ten zuiden van het hotel begint het groen van het Parku i Madh ('groot park'), een 230 hectare groot park op en rond een heuvel, dat ook een artificieel meer omvat.
Aanpalende straten, afgezien van Sheshi Nënë Tereza in het zuidwesten, zijn in het noordoosten de noord-zuidas Rruga Papa Gjon Pali II en de oost-westverbinding Rruga Dervish Hima, en de Rruga Skerdilajd Llagami in het zuidoosten, die door het park loopt. Doordat de westelijke en oostelijke zijde van het park aan de noordkant samenkomen aan de kant van het stadion, is het plein aan de noordwestelijke zijde niet met andere straten verbonden.
Sheshi Adem Jashari · Sheshi Avni Rustemi · Sheshi Fan Noli · Sheshi Franc Nopca · Sheshi Harry Truman · Sheshi Italia · Sheshi Karl Topia · Sheshi Mustafa Qemal Ataturk · Sheshi Nënë Tereza · Sheshi Paris · Sheshi Shtraus · Sheshi Uillson · Skanderbegplein